# Plecoptera stigmatica
Plecoptera stigmatica är en fjärilsart som beskrevs av W. Warren 1912. Plecoptera stigmatica ingår i släktet Plecoptera och familjen nattflyn. Inga underarter finns listade i Catalogue of Life.